# Castilla (Piura)
Castilla es una ciudad situada en el distrito homónimo, en la provincia y departamento de Piura, al norte del Perú. Según el censo de 2017, tenía una población de 145 182 habitantes.
Es la capital del distrito. Está ubicada a una altitud de 35 m s.n.m.